# Stamford (Nebraska)
Stamford és una població dels Estats Units a l'estat de Nebraska. Segons el cens del 2000 tenia 202 habitants.

## Demografia
Segons el cens del 2000, Stamford tenia 202 habitants, 90 habitatges, i 57 famílies. La densitat de població era de 165,9 habitants per km².
Dels 90 habitatges en un 23,3% hi vivien nens de menys de 18 anys, en un 53,3% hi vivien parelles casades, en un 4,4% dones solteres, i en un 35,6% no eren unitats familiars. En el 34,4% dels habitatges hi vivien persones soles el 18,9% de les quals corresponia a persones de 65 anys o més que vivien soles. El nombre mitjà de persones vivint en cada habitatge era de 2,24 i el nombre mitjà de persones que vivien en cada família era de 2,84.
Per edats la població es repartia de la següent manera: un 21,3% tenia menys de 18 anys, un 6,9% entre 18 i 24, un 22,3% entre 25 i 44, un 22,3% de 45 a 60 i un 27,2% 65 anys o més.
L'edat mediana era de 44 anys. Per cada 100 dones de 18 o més anys hi havia 93,9 homes.
La renda mediana per habitatge era de 31.667 $ i la renda mediana per família de 42.250 $. Els homes tenien una renda mediana de 25.625 $ mentre que les dones 16.250 $. La renda per capita de la població era de 14.076 $. Aproximadament el 8,2% de les famílies i el 7,3% de la població estaven per davall del llindar de pobresa.

## Poblacions més properes
El següent diagrama mostra les poblacions més properes.